# Pepi, Luci, Bom y otras chicas del montón
Pepi, Luci, Bom y otras chicas del montón es una película de 1980 escrita y dirigida por el español Pedro Almodóvar, está protagonizada por Carmen Maura, Alaska y Eva Siva.
Fue la primera película comercial de Almodóvar, para la que escribió el guion inicial en 1976, cuando trabajaba para Telefónica como empleado administrativo, reescribiéndolo cuando comenzó el rodaje. La película, inspirada por la agresiva ideología punk representada por Bom (Alaska), trata sobre tres chicas, Pepi, Luci y Bom que viven en Madrid durante la época inicial de la movida madrileña.

## Argumento
Pepi (Carmen Maura) es una joven de clase media que vive sola en un piso de Madrid y se dedica a cultivar cannabis en su terraza, además del dinero que le manda su padre. Sus plantas de maría son descubiertas por un policía (Félix Rotaeta) que es su vecino. Este entra a su casa y, a cambio de su silencio, Pepi accede a tener relaciones sexuales, pero le pide que mejor "por detrás". Sin hacer caso, el policía la penetra por la vagina, arruinando el negocio que tenía pensado Pepi: la venta de su virginidad.
Ante esto Pepi decide vengarse y cuenta con la ayuda de sus amigos quienes, disfrazados de chulapos, le pegan una paliza al policía. Pero se equivocan y agreden a su hermano gemelo. Pepi conoce a la mujer del policía, Luci (Eva Siva), natural de Murcia. Descubre muy pronto que a esta le gusta el dolor. Así la convence para tomar clases de punto y de paso pegarle un poco, a lo que Luci accede sin saber que se trata de una venganza. En una de estas clases conoce a Bom (Alaska), quien le mea encima para gozo de la masoquista Luci.
La murciana Luci, que es muy infeliz en su matrimonio, tras conocer a estas jóvenes liberadas deja a su marido por Bom, que es cantante punk de tendencias sádicas, y junto a esta y Pepi irán a fiestas y conciertos en plena Movida madrileña. En el periplo juntas se cruzarán con personajes como la chica de pueblo que quiere ser modelo y todos la toman por prostituta (Kiti Mánver), la actriz que está interpretando la Dama de las Camelias y les deja a su hijo (Julieta Serrano), la actriz que hace los anuncios de las bragas Ponte (Cecilia Roth), Toni, el compañero de Bom en el grupo Bomitoni (Carlos Tristancho), etc.
En el concierto de los Bomitoni (el grupo formado por Bom y Toni, que hace juego de palabras con vomitar), es cuando Bom le dedica a Luci el tema musical de la película "Murciana Marrana". En la posterior fiesta Luci tiene que hacerle una felación al ganador del concurso de tamaño del pene "Erecciones generales", que tenía una relación homosexual con un hombre casado que financia la fiesta para poder ver hombres desde la ventana de su piso y así poder tener relaciones con su mujer.
La vida ociosa y divertida que llevan las tres cambia cuando el marido de Luci le pega una paliza tan grave que acaba ingresada. Allí la visitan Pepi y Bom pero ésta, conociendo a la fiera que tiene por marido, les dice que no va a volver con ellas, por lo que se quedan solas y acaban viviendo juntas y comiendo bacalao al pil pil.

## Reparto
- Carmen Maura como Pepi
- Félix Rotaeta como El policía / Su hermano gemelo
- Alaska como Bom
- Eva Siva como Luciana 'Luci'
- Concha Grégori como Charito - la vecina de Luci
- Kiti Mánver como La chica que es modelo y cantante pero no una puta
- Cecilia Roth como Chica del anuncio 'Bragas Ponte'
- Julieta Serrano como Mujer vestida como Escarlata O'Hara
- Cristina Sánchez Pascual (Cristina S. Pascual) como Mujer barbuda
- José Luis Aguirre
- Carlos Tristancho como Toni
- Eusebio Lázaro como Representante
- Fabio McNamara (Fabio de Miguel) como Roxy Burton
- Assumpta Serna (Asumpta Rodes) como Nuria
- Blanca Sánchez
- Pastora Delgado
- Carlos Lapuente
- Ricardo Franco
- James Contrares (Jim Contreras)
- Ceesepe (Cesepe)
- Ángela Fifa
- Diego Álvarez como El hijo de Escarlata O'Hara
- Pedro Miralles
- Agustín Almodóvar como Chico espectador
- Enrique Naya
- Juan Carrero
- Tote Trenas
- Fernando Hilbeck
- Pedro Almodóvar como Maestro de ceremonias
- Manolo Campoamor como Músico
- Javier Franquelo como Voz del anuncio 'Bragas Ponte'
- Javier Pérez-Grueso como Cantante del grupo 'Bom y Toni'

## Reacciones críticas
Pedro Almodóvar describió la película como una historia sobre «seres humanos fuertes y vulnerables que se abandonan a la pasión, que sufren el amor y se divierten». Las críticas españolas de la época atacaron a la película por sus chistes en los baños, una escena humorística de violación y una técnica cinematográfica (que no narrativa) débil. El diario español El Periódico describió a Almodóvar como «un obstinado y apasionado defensor de películas de serie B», mientras que El País elogió la película como una que «trastoca con verdadero atrevimiento los más respetados tabúes de nuestra ridícula sociedad». Aunque sigue siendo reconocida como una película técnicamente pobre, Pepi, Luci, Bom (así como la siguiente película de Almodóvar Laberinto de pasiones) está considerada como un documento de la Movida madrileña, la escena punk-libertaria postfranquista que se desarrolló en Madrid, principalmente.

## Localizaciones de rodaje
La película se filmó en Madrid. El rodaje en exteriores fue "semiclandestino".
Los interiores del largometraje fueron rodados en Madrid. Alaska era menor de edad cuando participó en ella. La casa donde vive Bom era Casa Costus, pareja de pintores formada por Enrique Naya y Juan Carrero, que salen en la película.

## Anécdotas del rodaje
- Por falta de fondos la filmación se extendió por casi un año y medio; los fondos fueron aportados por amigos de Félix Rotaeta y el equipo técnico.
- Para la escena de la "lluvia dorada" se usó cerveza y una pera de farmacia.
- No se contaba con permisos para rodar en la vía pública, con lo que los exteriores se rodaban con el mínimo imprescindible de tomas, no fuera a ser que multasen al equipo por carecer de permisos del ayuntamiento.
- El famoso tema "Murciana marrana" interpretado por Alaska, es una combinación de otros dos: "La tentación" de Kaka de Luxe y "Bote de Colón" de Alaska y los pegamoides, siguiendo el estribillo los acordes de la segunda. La canción está dedicada a Luci, novia de Bom, que es de Murcia y le encantan las marranadas.

## Festivales
•	Ciclo de cine sobre La Movida de la Comunidad de Madrid, 2007 - Proyecto conmemorativo sobre La Movida
•	¡VIVA! 12th Spanish & Latin American Film Festival (Reino Unido), 2006
•	Festival de Krems (Australia), 2004 
•	Festival de Cine Hispano de Tokio y Kobe (Japón), 2004 
•	Festival de Cine de Taipéi (Taiwán), 2004 
•	Retrospectiva de Pedro Almodóvar en la Cineteca de Milán (Italia), 2003 
•	Filmintezet de Budapest (Hungría), 1999 
•	Festival Cine San Sebastián, 1980